# KAORU (プロレスラー)
KAORU（カオル、1969年2月9日 - ）は、日本の元女子プロレスラー。本名：前田 薫（まえだ かおる）。既婚者で、結婚後の氏名は非公表。
ジャパニーズ・ルチャドーラの先駆者である。

## 来歴・戦績
運動神経に優れ、学生時代はソフトボール、陸上競技、バスケットボール、水泳、テニス、剣道とさまざまなスポーツを経験するも、いずれも長続きはしなかった。
高校2年生の時に友人からクラッシュ・ギャルズのビデオを借り、長与千種に憧れて全日本女子プロレス（以下、全女）の門を叩く。

### 全日本女子プロレス
全女の練習生となりオーディションに合格。同期にアジャコング、バイソン木村、工藤めぐみ、コンバット豊田、Coogaらがおり、ジャガー横田教室の一期生となる。1986年8月8日、東京・東村山スポーツセンターにおいて、対工藤めぐみ戦でデビュー。その後、同期の高橋美華とタッグチーム『ハニーウイングス』を結成し、アイドルタッグとして活動。全日本タッグ王座の第6代・第9代王者チームに輝く。一方で前十字靭帯を断裂し、一年ほど欠場したこともあった。
1990年にユニバーサル・プロレスリングが旗揚げした際、全女が練習場所の提供とリングの貸与をした縁で、同団体のリングに上がる。そこでルチャリブレにプロレスの楽しさを見出し、翌1991年に全女を退団しユニバーサルに移籍。

### ユニバーサル・プロレスリング - EMLL
日本人初のルチャドーラとして活動し、1992年1月23日にはレディー・アパッチェとの王座決定戦を制して、初代JCTV認定TV女子王座に輝く。3回防衛を重ねるも、試合数の減少により生活苦に喘ぎ、一念発起して同団体所属のグラン浜田に直訴しメキシコに渡る。
メキシコでは覆面レスラー・インフェルナルKAORUに変身。グラン・アパッチェのコーチでジャベを教わり、EMLLのブッキングを受け一年間活動する。

### GAEA JAPAN
帰国後の1994年、同郷の先輩である長与千種に誘われ新団体に合流し、1995年のGAEA JAPAN旗揚げから参加。GAEAでは素顔に戻ってKAORUを名乗り、長与とボンバー光と並ぶ数少ないプロレス経験者として、試合のほか若手選手の指導にも携わる。長与に次ぐ団体のNo.2として、紅夜叉、半田美希、長嶋美智子（以上LLPW）、ダイナマイト・関西、デビル雅美、キューティー鈴木、尾崎魔弓、ボリショイ・キッド、キャンディー奥津（以上JWP）、工藤めぐみ、コンバット豊田、中山香里（以上FMW）らと戦う。また福岡晶（JWP）とは団体越境タッグを結成し、12月9日にはJWP認定タッグ王座の第7代王者チームとなった。
1998年に当時ヒールだったライオネス飛鳥が参戦すると、1999年にKAORU・飛鳥・アジャコング・加藤園子とのユニット「DorA（デッド・オア・アライブ）」を結成しヒールターン。ルチャ仕込みの空中殺法に加えて、机の切れ端などを凶器として使うハードコア・レスリングに活路を見出す。飛鳥は2000年にクラッシュ2000としてコンビを再結成するが、KAORUは変わらずハードコアスタイルを続け、フリーウェポンマッチなどで存在感を示す。2000年12月17日には長与からシングルで勝利を収め、2001年7月15日には飛鳥とのハードコアマッチで両者KO引き分けの死闘を繰り広げる。
2001年5月13日、尾崎魔弓とヒールユニット「D-FIX」を結成。2002年4月には尾崎とのコンビで、シュガー佐藤&永島千佳世組の保持するAAAWタッグ王座を奪取する。2003年4月、長与&広田さくらのチーム・エキセントリックとカベジェラ・コントラ・カベジェラ戦で対決して敗北、尾崎およびマネージャー・ポリスともども坊主になる。
2003年から2005年にかけては相次ぐ負傷に見舞われ、欠場と復帰を繰り返す。欠場中にGAEAの解散が決まり、フリーランスとなった。なお解散興行にはセコンドとして参加。

### フリーランス
2006年は尾崎が主宰するOZアカデミーを中心に活動。2007年8月にはOZアカデミー興行でD-FIXを復活させ、2008年には尾崎軍の一員となる。同年8月、ダイナマイト・関西&カルロス天野組とOZアカデミー認定タッグ王座を賭けて、カベジェラ・コントラ・カベジェラ3本勝負を行い勝利、関西を坊主にすると共に、第2代OZアカデミー認定タッグ王者となった。12月のデビル雅美引退興行では、スーパーヒール・デビル雅美&ダンプ松本とタッグを組む。
2009年6月3日、永島千佳世&加藤園子からOZアカデミー認定タッグ王座を奪う（第5代王者）。しかし8月2日に王座から陥落すると、尾崎との遺恨が生まれ、12月に尾崎軍から離脱。2010年7月、OZアカデミー認定無差別級王座選手権試合にてカルロス天野に勝利し、第8代王座を戴冠。
2011年春、動けるうちに身を引く意向を固め、引退を決意。しかし引退発表を予定していた3月の興行が、東日本大震災の影響を受け中止。4月10日、OZアカデミー認定無差別級選手権試合（3WAY戦）で右脚のかかとを粉砕骨折。手術は成功したが、術後感染で骨髄炎を発症した事を後に明らかにする。当初この大会において同年限りでの引退を発表する予定だった。
欠場中は医療不信から自殺も考えたが、山田敏代や井上貴子の厚意で事務職に就いて社会復帰し、後にタカキューに勤務。またこの時期さまざまな縁で、華原朋美との交友も生まれた。
2014年3月22日、長与プロデュース興行「That's 女子プロレス」第一試合で復帰。ダンプ松本&世IV虎と組み、長与&花月&彩羽匠と対戦後、メインイベントで井上貴子&浜田文子と組み、神取忍&里村明衣子&植松寿絵（一日限定復帰）と対戦するダブルヘッダーをこなした。メインイベント後には、華原朋美が「I'm proud」を歌った。同年10月26日には、下田美馬とのタッグでW.W.W.D認定世界タッグ王座を獲得。

### Marvelous
2015年、長与が設立したMarvelousに参加。2016年5月3日の旗揚げ戦豊洲PIT大会では、カサンドラ宮城とシングルマッチを行い勝利。同年8月8日にはデビュー30周年を迎え、初付き人の門倉凛とシングルマッチを行い、バルキリースプラッシュを決めて勝利。Marvelousでは永島千佳世、薮下めぐみ、DASH・チサコ、パンダちゃん!とヒールユニット「W-FIX」を結成し活動。
2018年7月30日、Marvelousの記者会見中に結婚を発表。相手は一般男性で、その場で長与に婚姻届の証人欄に署名させた。同年8月8日に結婚。

### 引退
2020年12月28日、新木場大会の試合後に、2021年8月での現役引退を発表。
2021年7月4日、Marvelous所属選手全員（渡辺智子、桃野美桜、門倉凛、井坂レオ、響、神童ミコト、星月芽依、宝山愛）とKAORUが勝つまで20分マッチを行い、20分時間切れ引き分け。試合後、神童ミコトがハードコアを教えて欲しいと直訴し、7月19日のMarvelous5周年後楽園ホール大会で永島千佳世＆朱崇花と組み、渡辺智子＆宮崎有妃＆神童ミコトとハードコアマッチを行う。しかし試合中場外に落下した際に足を負傷、自力での歩行が困難となりセコンドの補助で控室に戻ると病院へ緊急搬送された。事態の深刻からメインイベント終了後に長与が会場内で「必ずリングで試合をして、ちゃんと10カウントゴングを鳴らして花道を作ってやりたい」と苦渋の決断で、3週間後の8月8日に控えた引退興行の延期を発表した。
2022年8月8日、後楽園ホールにてデビュー36周年記念日・復帰&引退興行を行い、W-FIXフルメンバーで彩羽匠&渡辺智子&桃野美桜&井坂レオ&Mariaと対戦。桃野のムーンサルト・プレスを浴び、彩羽の垂直落下式ブレーンバスターからランニング・スリーを受けて敗北、36年間のレスラー生活を終えた。しかし出場予定だった長与が療養欠場となったため、10カウントゴングは5回までとし、もう5回は長与の復帰を待つこととした。12月8日、後楽園ホール大会にて引退セレモニー開催。長与同席のもと、10カウントゴングの残り5回を鳴らした。

## 得意技
エクスカリバー
変形みちのくドライバーII。開発当初は試合中に乱発していたが、21世紀になってからは、ここぞという所で大事に使うようになった。センダイガールズプロレスリングのDASH・チサコ選手とMarvelousのMaria選手に伝授。
エクスカリバー2000
相手をデスバレーボムのように肩に担ぎ、相手の体を旋回させ、前に移動させてからエクスカリバーのように脳天からマットに落とす技。使用回数は非常に少なかった。
ハードコアセントーン
相手を机の上に寝かせた状態でのセントーン。コーナー上から場外の相手に仕掛ける場合もあった。
ムーンサルトプレス
他の選手のムーンサルトプレスよりも滞空時間が長く、昭和・平成・令和を通しても女子プロレス随一の華麗さを誇る。
ハードコアムーンサルト
机の破片を胸に抱いた状態で繰り出すムーンサルト。使用する机の破片はハードコア・セントーンで真っ二つに折れた机の破片である場合が多かった。
ヴァルキリースプラッシュ
ひねり式ムーンサルトプレス。初公開は1996年2月16日の後楽園ホール大会。ルチャドーラとしての彼女の一面を垣間見ることができる技。
スイングDDT
自身の体を大きく旋回させることにより、遠心力をつけて相手の脳天をマットに叩き付ける技。同名の技を使う選手は多いが、トップロープを蹴って反動を付けるのが彼女の特徴。長身の選手のため、リング中央で体を真横にして大きく旋回するこの技は、非常に見た目のインパクトも強かった。
619
WWEのレスラー、レイ・ミステリオの得意技。D-FIX結成後から多用するようになった。
毒霧

## タイトル歴
全日本女子プロレス
- 第6代、第9代全日本タッグ王座（パートナーは高橋美華×2）

ユニバーサル・プロレスリング
- 初代JCTV認定TV女子王座

JWP女子プロレス
- 第7代JWP認定タッグ王座（パートナーは福岡晶）

GAEA JAPAN
- 第7代AAAWタッグ王座（パートナーは尾崎魔弓）

OZアカデミー女子プロレス
- 第8代OZアカデミー認定無差別級王座
- 第2代、第5代OZアカデミー認定タッグ王座（パートナーは尾崎魔弓×2）

大山プロレスフェスティバル
- 初代大山女子プロレス王座

ワールド女子プロレス・ディアナ
- 第4代WWWD世界タッグ王座（パートナーは下田美馬）

センダイガールズプロレスリング
- 第2代、第5代センダイガールズワールドタッグチームチャンピオンシップ（パートナーはDASH・チサコ×2）

## 入場曲
- 初代 : FREE YOUR MIND（DOUBLE）
- 2代目 : If You Were a Woman（ボニー・タイラー）
- 3代目 : My Kinda Girl（ベイビーフェイス）
- 4代目 : 黄金魂（湘南乃風）
- 5代目 : Kingston（ショーン・キングストン）